# 坎萨诺
坎萨诺（義大利語：Cansano），是意大利阿奎拉省的一个市镇。总面积40.3平方公里，人口279人，人口密度6.9人/平方公里（2009年）。ISTAT代码为066018。